# Титов, Павел Иванович
Павел Иванович Титов (10 октября 1907, Вышгородок, Псковская область — 12 сентября 1990, Москва) — советский партийный и государственный деятель, 1-й секретарь Крымского обкома ВКП(б). Депутат Верховного Совета СССР 3-го созыва. Член ЦК КПСС в октябре 1952 — феврале 1956 г.

## Биография
Родился 10 октября 1907 года в селе Вышгородок ныне в Пыталовском районе, Псковской области. Русский.
В 1923 году при исполнении служебных обязанностей погиб его отец рабочий-железнодорожник, после чего, чтобы прокормить семью, Павел Титов поступает работать учеником слесаря, а затем работает слесарем железнодорожного депо на станции Псков. Здесь вступает в РКСМ, а в феврале 1926 года был принят в члены ВКП(б). В том же году его направляют на руководящую работу в Псковский райком BЛКCM. Затем он командируется для учёбы на рабфак Ленинградского горного института.
С 1930 года, после окончания института, Титов на партийной работе в городе Ленинграде, сначала — секретарь партийной ячейки мастерских железнодорожного депо, а с 1931 года — заместитель секретаря партийного комитета депо Ленинград-Сортировочная.
В 1932 году его направляют на работу в Дорожный комитет профсоюза железнодорожников Октябрьской железной дороги в качестве заведующего организационно-инструкторским отделом.
В феврале 1933 года, после создания в МТС политических отделов, ЦК ВКП(б) направляет Титова на работу заместителем начальника политотдела совком «Ракитное» (Кременчугский район, Полтавская область), после переводят в Чкаловскую область — начальником политотдела совхоза «Боевой» (Оренбургский район), а затем совхоза «Каинды-Кумакский» (Адамовский район).
В ноябре 1937 года переведен на работу в Чкаловский обком ВКП(б) заместителем заведующего отделом руководящих партийных органов.
В 1938 году избран вторым секретарем Чкаловского городского комитета ВКП(б). В 1939 году был избран делегатом XVIII съезда ВКП(б).
В 1940—1942 годах — 3-й секретарь Чкаловского областного комитета ВКП(б).
В 1942—1943 годах — секретарь Свердловского областного комитета ВКП(б) по оборонной  промышленности. В августе 1943—1944 годах — заведующий отделом Свердловского областного комитета ВКП(б).
В 1944—1946 годах — ответственный организатор Управления кадров ЦК ВКП(б) в Москве.
В 1946—1948 годах — слушатель Высшей партийной школы при ЦК ВКП(б).
7 августа 1949 — 16 января 1954 г. — 1-й секретарь Крымского областного комитета ВКП(б). Являясь руководителем Крымского обкома партии, Титов возразил Первому секретарю ЦК КПСС Н. С. Хрущёву, поставив под сомнение целесообразность передачи Крыма из состава РСФСР в состав УССР, за что был снят с должности.

У Титова были постоянные стычки с первым секретарем ЦК по этому поводу. Крепкий, решительный и смелый, хороший хозяйственник, он принципиально, как истинный русский патриот, отстаивал Крым и считал, что РСФСР ни в коем случае нельзя уходить с полуострова. Стратегический регион, важный Керченский (азовско-черноморский) пролив должен также остаться в составе РСФСР. Однако второй секретарь обкома Д.С. Полянский и другие такие же активные деятели поддержали идею Хрущёва о передаче Крыма в состав Украины, называли ее «гениальной». Окружение руководителя партии и страны тогда дружно рукоплескало всем хрущёвским идеям – хорошие они или плохие, а в массе люди молчали.
Павел Иванович Титов сразу и безоговорочно отверг эту хрущёвскую затею, но силы были неравны. В январе 1954 года на пленуме Крымского обкома за свои патриотические взгляды он был снят с поста первого секретаря и отправлен в Москву на должность заместителя министра совхозов страны.
— © Газета «Советская Россия» 1999 — 2019//ЗАБЫТЫЙ ПАТРИОТ КРЫМА
С 11 февраля 1954 года — заместитель министра совхозов СССР по кадрам.
В июне 1957 года — заместитель министра сельского хозяйства СССР.
С мая 1958 года — инспектор СМ РСФСР.
С 8 августа 1958 года — заведующий Территориальной группой по районам Севера и Северо-Запада Инспекции СМ РСФСР.
С 21 марта  1961 года — заместитель министра заготовок РСФСР по кадрам.
С 1 апреля  1962 года — заместитель заведующего Отделом советских органов СМ РСФСР.
С 25 октября 1962 года — заведующий Отделом советских органов СМ РСФСР.
С 14 июля 1965 года — заведующий Организационно-инструкторским отделом Управления делами СМ СССР.
С 1969 года — персональный пенсионер союзного значения. Находясь на пенсии работал с апреля 1969 года — старшим референтом резерва Управления кадров Министерства внешней торговли СССР, а с июля 1969 по сентябрь 1974 года старшим инспектором Отдела кадров по социалистическим странам Управления кадров Министерства внешней торговли.
Умер 12 сентября 1990 года. Похоронен на Головинском кладбище в Москве.

## Семья
Отец — Титов Иван Титович родился в 1876 году в г. Гатчине Ленинградской области. Погиб в результате аварии на производстве в 1923 году в г. Пскове.
Мать — Титова Прасковья Егоровна родилась в 1879 году в г. Новгороде. Умерла в 1953 году в Москве.
Жена — Титова (Батиева) Анна Ивановна родилась в 1907 г. в г. Санкт-Петербурге. Умерла в 1965 г. в г.
Москве.
Дочь — Титова Ирина Павловна родилась в 1932 году в г. Ленинграде. Окончила МГУ, психолог. Умерла в 1973 году в г. Москве. Дочери Анна и Татьяна. Внучки Ирина, Александра и Анастасия, внук Никита. 2 правнуков и 2 правнучки.
Сын — Титов Сергей Павлович родился в 1938 году в г. Оренбурге. Окончил МГФИ, экономист. Последнее место работы и должность — Агентство Печати Новости, начальник контрольно-ревизионного управления. Умер в 2009 году в г. Москве.
Дочь от первого брака Наталия. Внуки Екатерина и Михаил, правнучка Александра. 
Дочь от второго брака Мария. Внуки Павел и Михаил.
Брат — Титов Сергей Иванович родился в 1913 году в г. Пскове. Погиб в 1942 году в г. Ленинграде.
Сестра — Титова (Козырева) Мария Ивановна родилась в 1917 году в г. Пскове. Умерла в 1970 году в г. Москве.

## Награды
- орден Отечественной войны 2-й степени № 322254 (13 июня 1945) — за успешное выполнение заданий Правительства по заготовкам хлеба и других сельскохозяйственных продуктов в 1944 году[5].
- орден Трудового Красного Знамени № 455756 (9 октября 1967) — за многолетнюю активную деятельность в партийных и советских органах и в связи с шестидесятилетием со дня рождения[5].
- орден «Знак Почёта» № 70826  (21 июня 1945) — за успешное выполнение заданий Государственного Комитета Обороны по выпуску  артиллерийского вооружения для Красной Армии[5].
- орден «Знак Почёта» № 245858 (11 января 1957) — за заслуги в освоении целинных и залежных земель, успешное проведение уборки хлеба и хлебозаготовок в 1956 году[5].
- медали, в том числе:
  - «За трудовую доблесть»
  - «За доблестный труд в Великой Отечественной войне 1941—1945 гг.»
  - «Ветеран труда»
  - «За освоение целинных земель»
- знак «50 лет пребывания в КПСС»

## Память
Вопрос об увековечивании в Симферополе памяти Титова на заседании президиума общины поднял заместитель главы РОК, депутат Госсовета Республики Крым Анатолий Жилин. В частности, он предложил установить мемориальные доски на доме по улице Луговой, где жил Титов и на здании бывшего обкома партии (ныне — Центральный музей Тавриды), где работал партийный руководитель. Инициативу поддержал глава Русской общины Крыма, член Совета Федерации от РК Сергей Цеков. Имя Павла Титова носит улица в селе Белоглинка.